# Ullerslev (Nyborg Kommune)
 For alternative betydninger, se Ullerslev. (Se også artikler, som begynder med Ullerslev)
Ullerslev er en by på det østlige Fyn med 2.609 indbyggere  (2024), beliggende i Ullerslev Sogn. Den ligger i Nyborg Kommune og tilhører Region Syddanmark. Fra Ullerslev er der 10 kilometer til Nyborg og 20 kilometer til Odense. Der går hovedvej gennem byen og motorvejen over Fyn går cirka 1 km syd for byen. Den fynske hovedbane passerer umiddelbart sydom byen.
I byen findes Ullerslev Kirke.

## Historie
Ullerslev (1320 Vlwersleff, 1423 Wluersløff) var oprindelig en landsby, senere en stationsby indtil 1975.

### Landsbyen
Ullerslev havde i landsbyfællesskabets tid 25 gårde og 4 huse med jord. Det dyrkede areal udgjorde i 1682 1.105,3 tdr. land, skyldsat til 214,72 tdr. htk.  Dyrkningsformen var trevangsbrug. 

### Stationsbyen
Stationsbyen Ullerslev udviklede sig omkring stationen i ret stor afstand fra den gamle landsby. Hurtigt tilkom kro og teglværker ved stationsbyen.
Omkring 1870 beskrives forholdene således: "Ullerslev med Kirke, Skole og Pogeskole.., Jernbanestation".
Omkring 1900 omtales byen således: "Ullerslev.., ved Landevejenes Krydsning, med Kirke, Skole, Forsamlingshus (opf. 1890), Kro, Teglværk, Andelsmejeri, Jærnbane-, Telegraf- og Telefonstation samt Postekspedition."
Senere fik stationsbyen mejeri, læge og realskole. Stationsbyens udviklingsmuligheder var beskedne: endnu i 1940 havde stationsbyen kun 280 indbyggere, i 1950 351 indbyggere. 
Byen har boldklub og centralskole, butikscenter og et industrikvarter.

## Ekstern henvisning
- By og land – Ullerslev (Webside ikke længere tilgængelig)